# Pelplin (stacja kolejowa)
Pelplin – stacja kolejowa w Pelplinie, w województwie pomorskim, w Polsce, leży na linii 131 Chorzów Batory – Tczew. Według klasyfikacji PKP ma kategorię dworca lokalnego. 

## Ruch pasażerski
| Rok  | Wymiana pasażerska na dobę |
| ---- | -------------------------- |
| 2017 | 700-999                    |
| 2022 | 700-999                    |

W 2015 roku Dworzec w Pelplinie został wyremontowany. Na poczekalni znajduje się toaleta wraz z automatem do sprzedaży biletów.

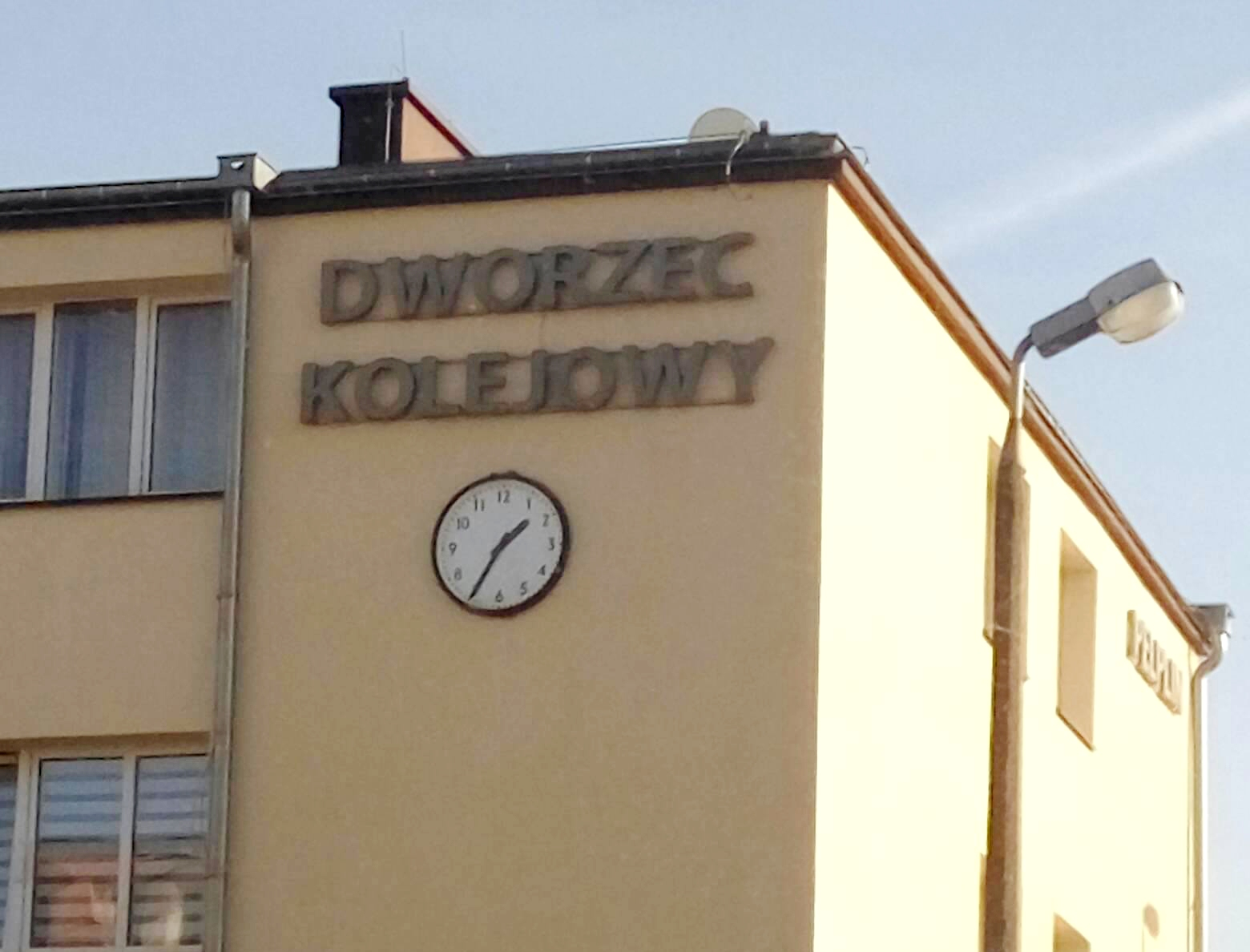
Główny zegar dworca
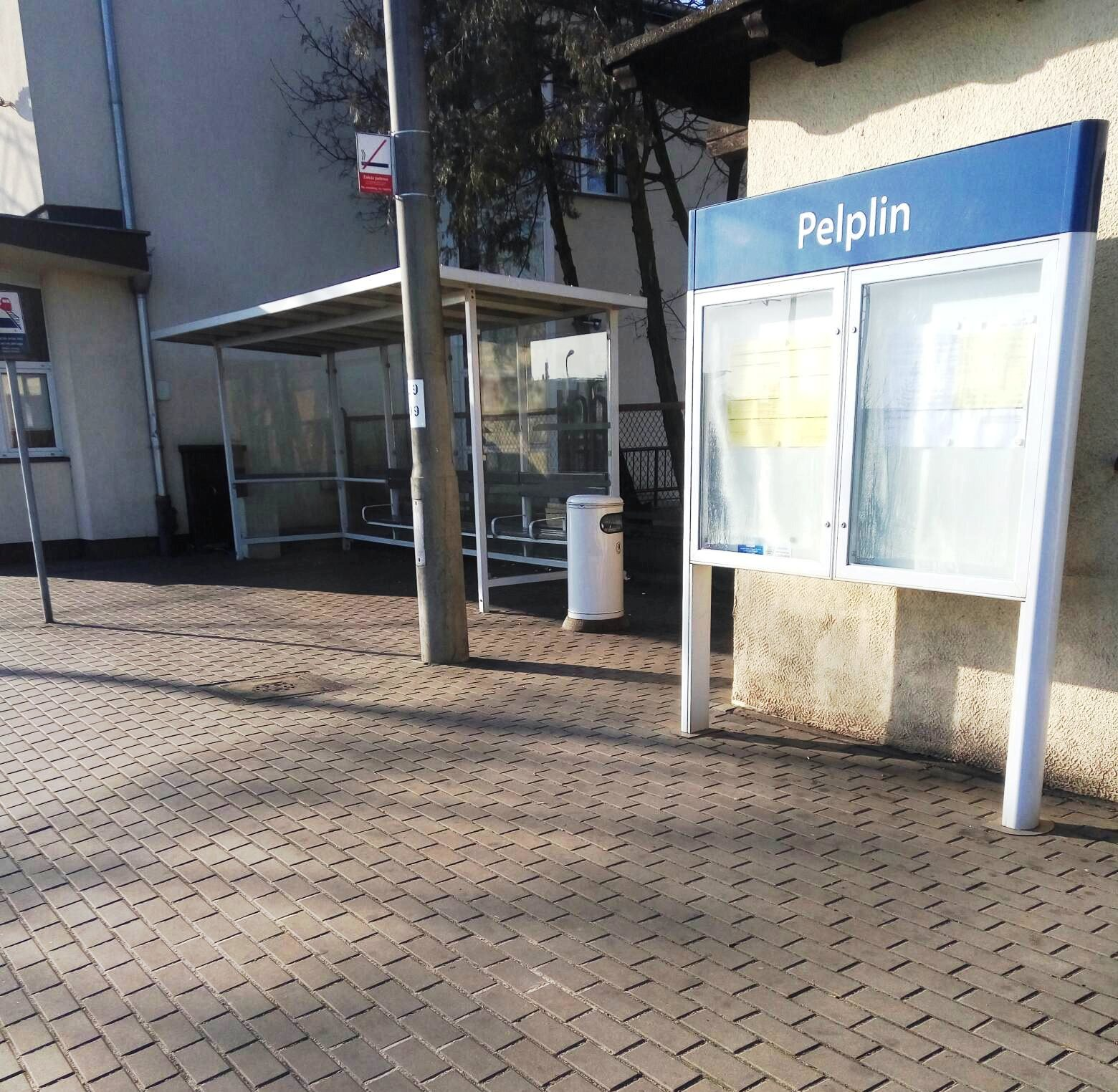
Peron 1
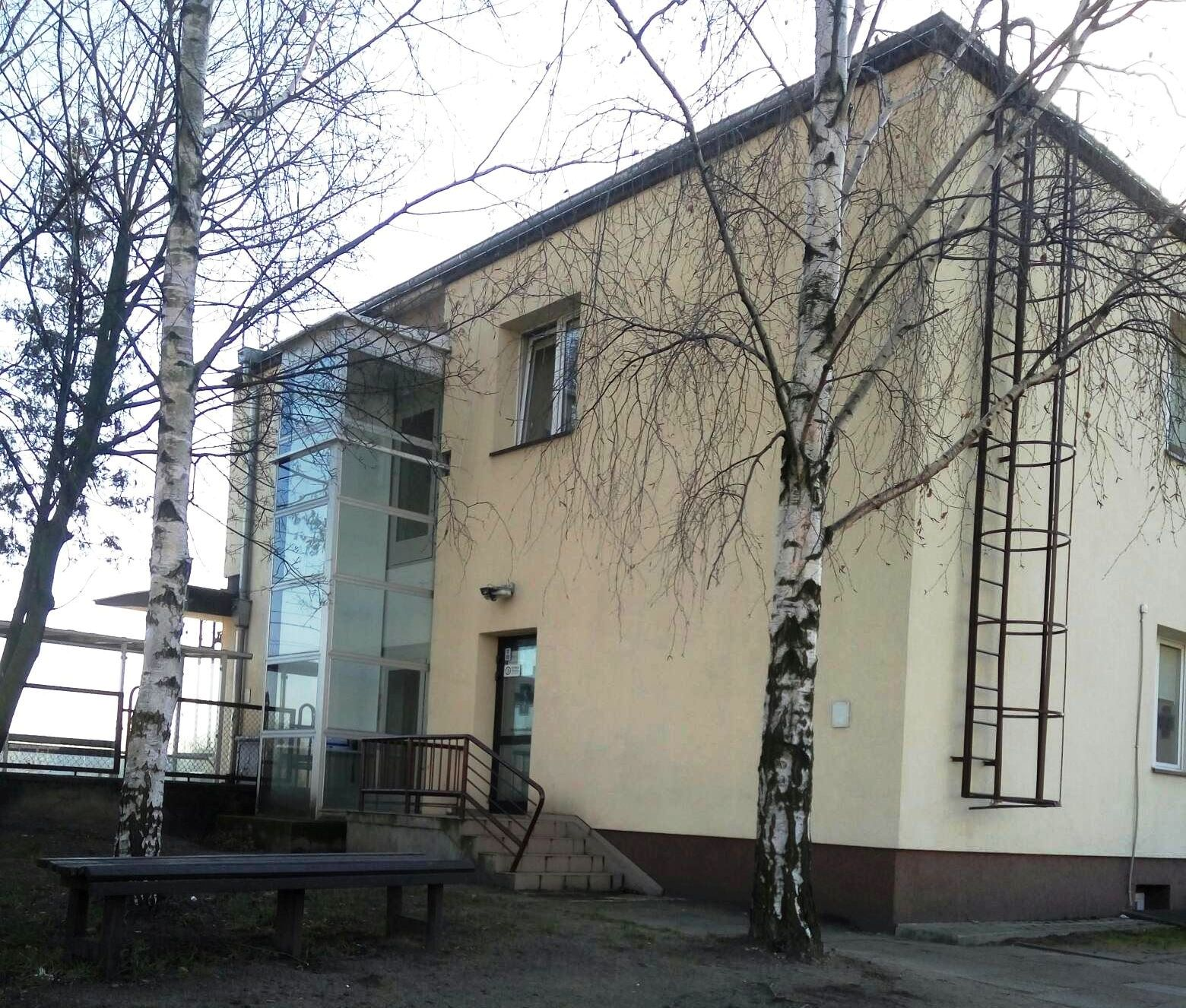
Północna część budynku od ul.Dworcowej
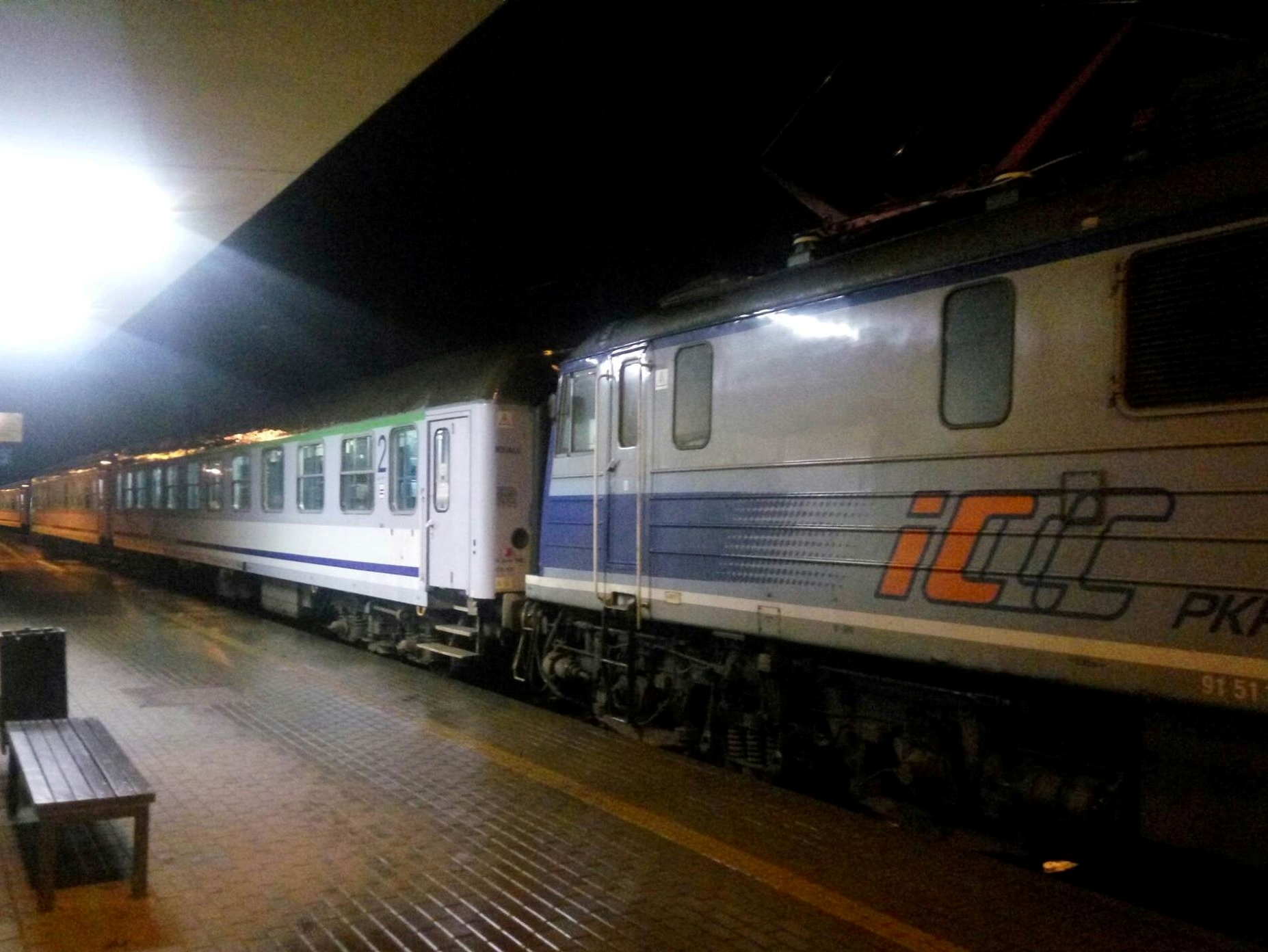
Pociąg TLK Intercity "Kociewie" relacji Gdynia Gł. - Gorzów Wlk.